# Comté de Perry (Pennsylvanie)
Pour les articles homonymes, voir Perry et Comté de Perry.
Le comté de Perry est un comté américain de l'État de Pennsylvanie. Au recensement de 2020, le comté compte 45 842 habitants. Il a été créé le 22 mars 1820, à partir du comté de Cumberland. Le comté tire son nom d'Oliver Hazard Perry, un héros de la guerre de 1812 et qui mourut peu de temps avant. Le siège du comté se situe à New Bloomfield.
Le comté fait partie de la région métropolitaine de Harrisburg.

## Démographie
| Groupe            | Comté de Perry | Pennsylvanie | États-Unis |
| ----------------- | -------------- | ------------ | ---------- |
| Blancs            | 93,4           | 73,5         | 58         |
| Latino-Américains | 2              | 8,1          | 19         |
| Afro-Américains   | 0,6            | 10,5         | 12,1       |
| Asiatiques        | 0,3            | 3,4          | 6,2        |
| Métis             | 3,2            | 3,3          | 4,1        |
| Autres            | 0,3            | 0,4          | 0,5        |
| Amérindiens       | 0,1            | 0,1          | 0,9        |
| Océano-américains | 0,01           | 0,02         | 0,2        |
| Total             | 100            | 100          | 100        |